# Neoabsolutismus

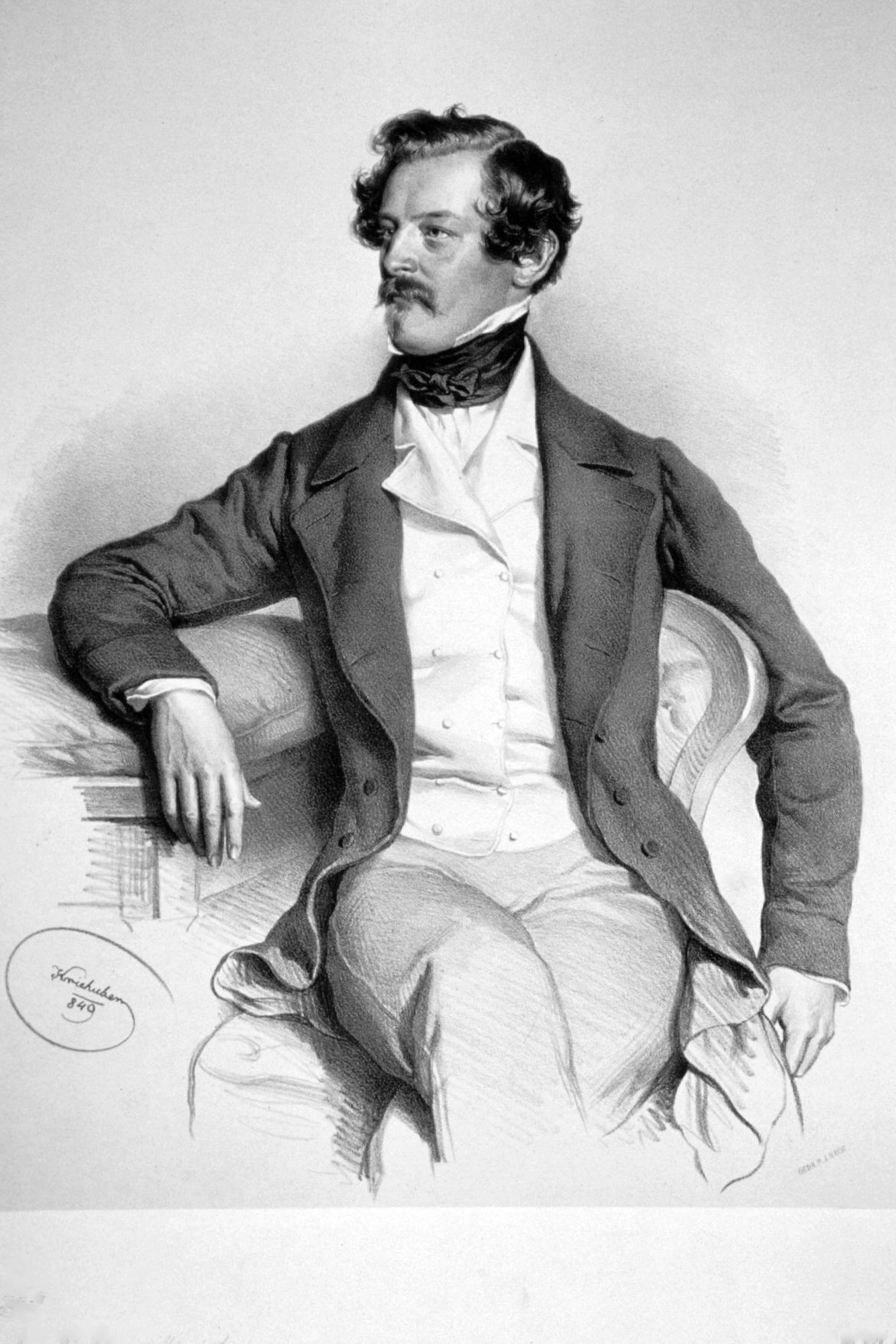
Alexander von Bach, ministr vnitra Rakouského císařství (1849–59)

Neoabsolutismus, resp. Bachův či bachovský absolutismus nebo františkojosefínský absolutismus,[zdroj?] je označení pro formu vlády v Rakouském císařství v letech 1851–1859/60. Následoval po porážce revolucí z let 1848/49 a ideově navazoval na starší osvícenský absolutismus, ačkoliv v některých oblastech musel modernizovat a částečně ustoupit revolučně-liberálním myšlenkám. Hlavním představitelem doby se stal rakouský ministr vnitra Alexander Bach, jehož příjmení dalo nakonec označení celé této porevoluční dekádě. (Velký podíl na vytváření tohoto systému měl ale také tajný rada Johann Franz Kempen von Fichtenstamm, velitel rakouského četnictva.) Bachova byrokracie pracovala za naprostého vyloučení veřejnosti. Tento způsob vlády byl také charakterizován jako „vše pro lid, ale nic skrze lid“.
Kromě tehdejšího Rakouska se podobná forma vlády objevila také v Pruském království a ve Francii za dob druhého Francouzského císařství.

## Charakter
Rakouský neoabsolutismus byl zaveden silvestrovskými patenty, vyhlášenými císařem Františkem Josefem I. 31. prosince 1851, čímž byla zrušena dosavadní oktrojovaná „březnová“ ústava (která fakticky ani nevstoupila v platnost). 
Proběhlo mnoho změn, například v zemědělství, některých úřadech, clech a dalších oborech. Zachována byla náboženská svoboda a rovnost občanů před zákonem. Státní samospráva se změnila. Nejnižší jednotkou byla obec, následována okresem (v čele s okresním hejtmanem), krajem (v čele s krajským hejtmanem) a dvěma místodržitelstvími (Praha a Brno). Bachovský absolutismus podporoval podnikání. Vznikly obchodní a živnostenské komory (sdružení průmyslníků). V roce 1859 byl vydán živnostenský řád, který odstranil zbytky cechovních organizací.
Byla vybudována propracovaná síť tajné policie, rozšířilo se udavačství. V české části společnosti panovala atmosféra strachu. Probíhala germanizace školství (středoškolského) a všeho českého.
Bachovský absolutismus byl ukončen následně po válce mezi Rakouskem a Sardinským královstvím. V roce 1859 bylo Rakousko poraženo v krvavých bitvách u Magenty a poté u Solferina. Ministr Bach byl ve stavu státní krize a otřesu ze ztráty severoitalské Lombardie následně (21. srpna) císařem odvolán, protože mu byla přičtena odpovědnost na porážce a na nízkém stavu státní pokladny. Jeho nástupcem v úřadu ministra vnitra se stal haličský politik polského původu Agenor Gołuchowski st. (1859–60), jenž panovníka přesvědčil o nutnosti přistoupit ke státoprávní reformě a obnově ústavnosti, což ten také v říjnu 1860 přislíbil svým diplomem.